# Bombolla immobiliària a Espanya

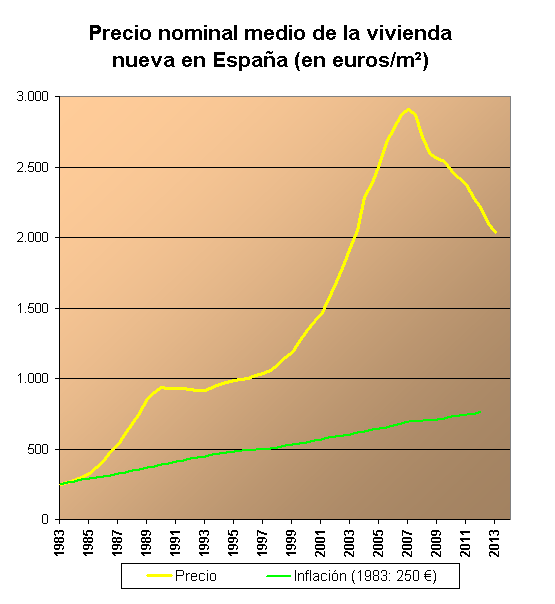
Evolució del preu de l'habitatge nou a Espanya, segons la Societat de Taxació.

La bombolla immobiliària a Espanya es defineix com la sobrevaloració dels actius immobiliaris.
La crisi es divideix en tres etapes, la primera entre 1985 i 1991, en què els preus es van triplicar, entre 1992 i 1996 que van ser estables, i a partir de 1997 quan van créixer de preu molt per sobre de l'Índex de Preus de Consum, mentre els tipus d'interès eren molt baixos. A partir del 2006, els tipus d'interès fixats pel Banc Central Europeu van començar a pujar i amb la Crisi financera global del 2007-2012 els preus van tornar a caure.

## Vídeos
- La bombolla urbanística al País Valencià, conferència del professor Josep Lluís Miralles.